# Stefan Haider
Stefan Haider (* 30. Oktober 1972 in Zeltweg, Steiermark, Österreich) ist ein österreichischer Religionslehrer und Kabarettist.

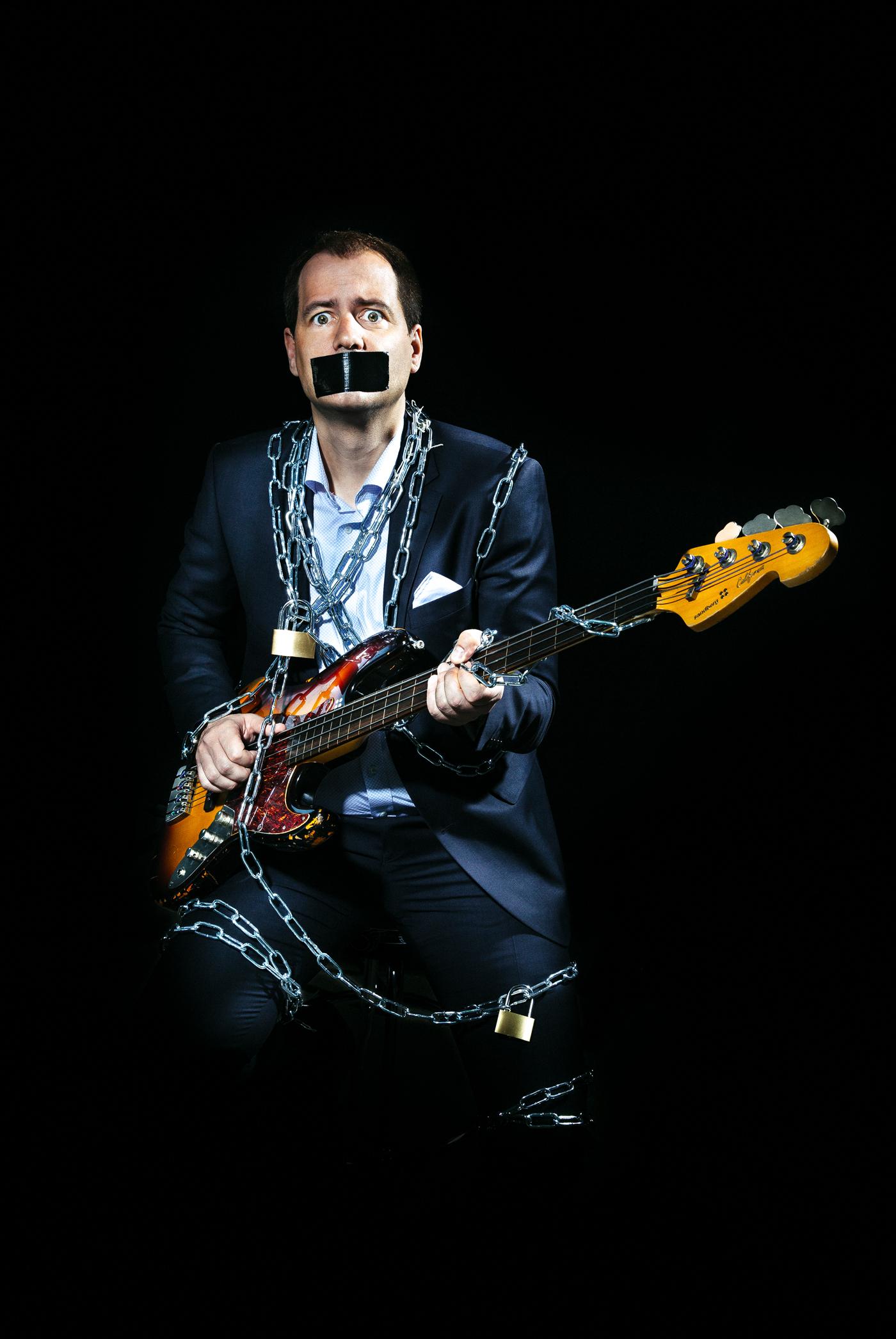
Stefan Haider Pressefoto zum Kabarettprogramm „Free Jazz“

## Leben
Haider wuchs in Knittelfeld auf und besuchte auch dort die Schule. Nach der Matura studierte er Theologie. Nach dem Abschluss seines Studiums wurde er als Religionsprofessor an einem steirischen Gymnasium angestellt. Im Jahr 2006 übersiedelte Stefan Haider nach Wien. Aktuell ist er neben seiner Kabarettkarriere als Religionsprofessor an der HLM/BAKIP in Wiener Neustadt tätig, wo er 2021 Direktor wurde.

## Kabarett
Schon früh begann Haider eigene Lieder und Texte zu verfassen. Nachdem er merkte, dass seine Zuhörer seinen Humor mochten, schrieb er über seine „Vorträge“ Kabarett.
Von 2005 bis 2006 war er gemeinsam mit Thomas Stipsits, Pepi Hopf und Fredi Jirkal ein Teil der „Langen Nacht des Kabaretts“ im Kabarett Niedermair. Im ORF war er im Rahmen der Hyundai Kabarett-Tage und von Kabarett im Turm zu sehen.
Im Oktober 2018 wurde das Programm „Freifach: Herzensbildung“ im Stadttheater Wiener Neustadt von ServusTV aufgezeichnet und im November wurde „Free Jazz“ vom ORF aufgenommen.

## Preise und Auszeichnungen
- Goldener Kleinkunstnagel '05[4]

## Programme
- www.jesus.comm (2002–2004, gemeinsam mit Martin Kosch)
- Frei & Wild (2004–2005)
- Filterlos (2005–2007)
- Besessen (2007–2009)
- One Night Stand – Die Comedy-Show (2008, gemeinsam mit Nadja Maleh & Michael Schuller, Regie: Marion Dimali)
- Gemeinsam sind wir schwach (2010, gemeinsam mit Martin Kosch)
- Plan B (2009–2011, Regie: Nadja Maleh)
- 5 nach 12 (2011,[5] Regie: Nadja Maleh)
- shake it baby (2013–2014, Regie: Nadja Maleh)
- Sexy Jesus (2015–2016, Regie: Nadja Maleh)
- Free Jazz (2016–2018, Regie: Nadja Maleh)[6][7]
- Freifach: Herzensbildung (2018, Regie: Nadja Maleh)
- Supplierstunde (2019)